# Lorenz Keiser
Lorenz Keiser (* 20. Oktober 1959 in Zürich) ist ein Schweizer Kabarettist.

## Leben
Lorenz Keiser wurde 1959 als Sohn von César Keiser und Margrit Läubli in Zürich geboren. Nachdem er 1981 als Primarlehrer in Ossingen gearbeitet hatte, studierte er ab 1983 Geschichte und Italienisch an der Universität Zürich. Ab 1984 schrieb Keiser Kolumnen, Satiren und Short-Storys in verschiedenen Zeitungen und Zeitschriften in der Schweiz und in Deutschland. Von 1984 bis 1988 arbeitete er als Redaktor bei Radio DRS und startete 1989 mit seinem ersten Solostück «Zug verpasst». 1992 folgte das zweite Stück «Der Erreger», welches einen Prozess des Nationalrats Gianfranco Cotti gegen ihn nach sich zog. 1996 folgte das dritte Solostück «Aquaplaning». Von 1998 bis Ende 2007 hatte Keiser eine regelmässige Kolumne «Schlagseite» im Tages-Anzeiger. Im Jahre 2000 brachte er sein viertes Solostück «Schär Holder & Meierhofer» heraus, mit welchem er den Schweizer Cabaretpreis Cornichon gewann. Diesen Preis hatten 1990 schon seine Eltern gewonnen. 2003 trat er mit dem fünften Stück «Konkurs» auf und von 2007 bis 2008 mit dem Stück «Affentheater». 2010 war Lorenz Keiser mit der Komödie Länger Leben erstmals auch als Filmregisseur tätig. Von 2011 bis 2012 spielte er sein siebtes Solostück Big Bang, eine satirische Zusammenfassung von 2 Milliarden Jahren Erdgeschichte in zwei Stunden. Am 11. Juni 2021 verkündete er an der Dernière von «Wobisch?!», dass dies seine letzte Vorstellung war.
Keiser ist verheiratet und Vater einer Tochter und eines Sohns.

## Auszeichnungen
- 1989: Salzburger Stier für «Zug verpasst»
- 1994: Oltner Tanne für «Der Erreger»
- 2001: Schweizer Kabarett-Preis Cornichon für «Schär Holder & Meierhofer»
- 2004: Prix Walo

## Bühnenstücke
- 2020: «Wobisch?!»[1] Heute reduziert sich die telefonische Begrüssungsformel auf ein einziges Wort: «Wobisch?!» («wo bist du?!»)
- 2017: «Matterhorn Mojito» (mit diversen Previews ab Herbst 2016)
- 2014: «Chäs und Brot & Rock’n’Roll»
- 2011: «Big Bang»
- 2007–2008: «Affentheater»
- 2002–2004: «Konkurs – Eine rasante Lustfahrt in Teufels Küche»
- 2000–2002: «Schär Holder & Meierhofer – Eine Geisterfahrt auf dem Börsenkarussell»
- 1996–1997: «Aquaplaning – Eine Spritzfahrt durch die Pfützen des freien Markts»
- 1995: «Wer zuletzt stirbt» (musikalische Komödie)
- 1992–1993: «Der Erreger»
- 1989–1990: «Zug verpasst»

## Filme
- 2010: Länger Leben

## Werke
- Die Dusch-Diät und andere unchristliche Badebräuche, 2008, ISBN 3-0369-5527-5
- Mindestens haltbar bis siehe Tubenfalz, 2004, ISBN 978-3-0369-5127-0

## Zitate
«Als sie noch einen Bundesrat hatten, sagte die SVP, Samuel Schmid sei nur ein halber Bundesrat. Jetzt haben sie zwei Bundesräte und sagen, sie haben gar keinen. In vier Jahren werden sie vier Bundesräte haben und sagen, sie hätten minus zwei. Ich frage mich, was die für Drogen nehmen.»